# Campeonato Catarinense de Futebol de 2017 - Série A
O Campeonato Catarinense de Futebol de 2017 da Série A, ou Catarinense Havan 2017, por motivos de patrocínio, foi a 92ª edição da principal divisão do futebol catarinense. O campeonato foi disputado por dez equipes no sistema de pontos corridos, com os campeões de turno e returno fazendo o confronto final em partida de ida e volta. Os pontos foram zerados ao final do turno e, caso a mesma equipe conquistasse o turno e o returno, seria campeã sem a disputa de final.
A Chapecoense sagrou-se campeã e conquistou o título do Campeonato Catarinense pela 6ª vez em sua história, a primeira vez sendo bicampeã. No jogo de ida, a Chapecoense venceu a partida contra o Avaí por 1–0, na Ressacada. No jogo de volta, na Arena Condá, o Avaí devolveu o placar e acabou derrotando a Chapecoense também por 1–0. Como a Chapecoense havia feito a melhor campanha na classificação geral, teve a vantagem do empate.
Junto com a Chapecoense e com o Avaí, o Criciúma classificou-se para a Copa do Brasil de 2018. Para a Série D de 2018, classificaram-se o Brusque, Tubarão e o Inter de Lages. As equipes do Almirante Barroso e Metropolitano tiveram as piores campanhas e foram rebaixados á  Série B de 2018.

## Regulamento

Logo alternativo do Campeonato Catarinense de 2017, sem o patrocinador.

A primeira fase (turno), foi disputada entre 1 de fevereiro e 2 de março, as dez equipes jogam entre si em nove rodadas e o primeiro colocado na tabela de classificação geral garante uma vaga na final. A segunda fase (returno), que foi disputada entre 5 de março e 24 de abril, ocorreu da mesma maneira, com a única diferença da inversão dos mandos de campo em relação à primeira fase. Da mesma forma, o campeão do segundo turno disputará a final. Caso a mesma equipe vencesse os dois turnos, ela seria automaticamente declarada campeã do Campeonato Catarinense de 2017, sem a necessidade de disputa da final.
As equipes que não disputarem a final do Catarinense (de 3º a 10º - ou de 2º a 10º caso a mesma equipe vença os dois turnos) terão sua classificação determinada por meio de todos os jogos das duas primeiras fases (turno e returno) agregados. Os três primeiros colocados disputarão a Copa do Brasil de 2018. Os três melhores colocados que não disputam alguma divisão do Campeonato Brasileiro garantirão uma vaga na Série D de 2018. Os dois últimos colocados serão rebaixados para a Série B de 2018.

### Critérios de desempate
Em caso de empate por pontos entre dois ou mais clubes, os critérios de desempate são aplicados na seguinte ordem:
1. Número de vitórias;
2. Saldo de gols;
3. Gols pró;
4. Confronto direto;
5. Menor número de cartões vermelhos;
6. Menor número de cartões amarelos;
7. Sorteio.

Com relação ao quarto critério (confronto direto), considera-se o resultado dos jogos somados, ou seja, o resultado de 180 minutos. Permanecendo o empate, o desempate se dará pelo maior número de gols marcados no campo do adversário. O quarto critério não será considerado no caso de empate entre mais de dois clubes.

## Equipes participantes
| - Equipe          | Cidade        | Em 2018      | Estádio                            | Capacidade | Títulos (Último) |
| ----------------- | ------------- | ------------ | ---------------------------------- | ---------- | ---------------- |
| Almirante Barroso | Itajaí        | 1º (Série B) | Camilo Mussi                       | 1 760      | 0                |
| Avaí              | Florianópolis | 8º           | Ressacada                          | 17 826     | 16 (2012)        |
| Brusque           | Brusque       | 5º           | Augusto Bauer                      | 5 000      | 1 (1992)         |
| Chapecoense       | Chapecó       | 1º           | Arena Condá                        | 20 089     | 5 (2016)         |
| Criciúma          | Criciúma      | 3º           | Heriberto Hülse                    | 19 900     | 10 (2013)        |
| Figueirense       | Florianópolis | 4º           | Orlando Scarpelli                  | 19 584     | 17 (2015)        |
| Inter de Lages    | Lages         | 6º           | Vidal Ramos Júnior                 | 4 681      | 1 (1965)         |
| Joinville         | Joinville     | 2º           | Arena Joinville                    | 20 160     | 12 (2001)        |
| Metropolitano     | Blumenau      | 7º           | Complexo Esportivo Bernardo Werner | 3 624      | 0                |
| Tubarão           | Tubarão       | 2º (Série B) | Estádio Domingos Silveira Gonzales | 1 706      | 0                |

## Estádios
| Chapecoense        | Joinville | Criciúma | Avaí                               |
| ------------------ | --- | --- | ---------------------------------- |
| Arena Condá        | Arena Joinville | Heriberto Hülse | Ressacada                          |
| Capacidade: 20 089 | Capacidade: 20 160 | Capacidade: 19 900 | Capacidade: 17 826                 |
|                    | | |                                    |
| Figueirense        | Grande Florianópolis Tubarão Almirante Barroso Chapecoense Criciúma Internacional Joinville Metropolitano Brusque Equipes da Grande Florianópolis: Avaí FigueirenseLocalização dos times no estado. | Grande Florianópolis Tubarão Almirante Barroso Chapecoense Criciúma Internacional Joinville Metropolitano Brusque Equipes da Grande Florianópolis: Avaí FigueirenseLocalização dos times no estado. | Inter de Lages                     |
| Orlando Scarpelli  | Grande Florianópolis Tubarão Almirante Barroso Chapecoense Criciúma Internacional Joinville Metropolitano Brusque Equipes da Grande Florianópolis: Avaí FigueirenseLocalização dos times no estado. | Grande Florianópolis Tubarão Almirante Barroso Chapecoense Criciúma Internacional Joinville Metropolitano Brusque Equipes da Grande Florianópolis: Avaí FigueirenseLocalização dos times no estado. | Vidal Ramos Júnior                 |
| Capacidade: 19 584 | Grande Florianópolis Tubarão Almirante Barroso Chapecoense Criciúma Internacional Joinville Metropolitano Brusque Equipes da Grande Florianópolis: Avaí FigueirenseLocalização dos times no estado. | Grande Florianópolis Tubarão Almirante Barroso Chapecoense Criciúma Internacional Joinville Metropolitano Brusque Equipes da Grande Florianópolis: Avaí FigueirenseLocalização dos times no estado. | Capacidade: 4 681                  |
|                    | Grande Florianópolis Tubarão Almirante Barroso Chapecoense Criciúma Internacional Joinville Metropolitano Brusque Equipes da Grande Florianópolis: Avaí FigueirenseLocalização dos times no estado. | Grande Florianópolis Tubarão Almirante Barroso Chapecoense Criciúma Internacional Joinville Metropolitano Brusque Equipes da Grande Florianópolis: Avaí FigueirenseLocalização dos times no estado. |                                    |
| Brusque            | Grande Florianópolis Tubarão Almirante Barroso Chapecoense Criciúma Internacional Joinville Metropolitano Brusque Equipes da Grande Florianópolis: Avaí FigueirenseLocalização dos times no estado. | Grande Florianópolis Tubarão Almirante Barroso Chapecoense Criciúma Internacional Joinville Metropolitano Brusque Equipes da Grande Florianópolis: Avaí FigueirenseLocalização dos times no estado. | Tubarão                            |
| Augusto Bauer      | Grande Florianópolis Tubarão Almirante Barroso Chapecoense Criciúma Internacional Joinville Metropolitano Brusque Equipes da Grande Florianópolis: Avaí FigueirenseLocalização dos times no estado. | Grande Florianópolis Tubarão Almirante Barroso Chapecoense Criciúma Internacional Joinville Metropolitano Brusque Equipes da Grande Florianópolis: Avaí FigueirenseLocalização dos times no estado. | Estádio Domingos Silveira Gonzales |
| Capacidade: 5 000  | Grande Florianópolis Tubarão Almirante Barroso Chapecoense Criciúma Internacional Joinville Metropolitano Brusque Equipes da Grande Florianópolis: Avaí FigueirenseLocalização dos times no estado. | Grande Florianópolis Tubarão Almirante Barroso Chapecoense Criciúma Internacional Joinville Metropolitano Brusque Equipes da Grande Florianópolis: Avaí FigueirenseLocalização dos times no estado. | Capacidade: 5 000                  |
|                    | Grande Florianópolis Tubarão Almirante Barroso Chapecoense Criciúma Internacional Joinville Metropolitano Brusque Equipes da Grande Florianópolis: Avaí FigueirenseLocalização dos times no estado. | Grande Florianópolis Tubarão Almirante Barroso Chapecoense Criciúma Internacional Joinville Metropolitano Brusque Equipes da Grande Florianópolis: Avaí FigueirenseLocalização dos times no estado. |                                    |
|                    | Almirante Barroso | Metropolitano |                                    |
| Camilo Mussi       | Complexo Esportivo Bernardo Werner | |                                    |
| Capacidade: 1 760  | Capacidade: 3 624 | |                                    |
|                    | | |                                    |

## Primeira fase (turno)
| Classificação | Classificação     | Classificação | Classificação | Classificação | Classificação | Classificação | Classificação | Classificação | Classificação | Classificação | Classificação |
| Pos           | Equipes           | Pts           | J             | V             | E             | D             | GP            | GC            | SG            | %             |               |
| ------------- | ----------------- | ------------- | ------------- | ------------- | ------------- | ------------- | ------------- | ------------- | ------------- | ------------- | ------------- |
| 1             | Avaí              | 21            | 9             | 6             | 3             | 0             | 14            | 3             | +11           | 77,8          |               |
| 2             | Chapecoense       | 17            | 9             | 5             | 2             | 2             | 13            | 8             | +5            | 63,0          |               |
| 3             | Brusque           | 16            | 9             | 5             | 1             | 3             | 12            | 12            | 0             | 59,3          |               |
| 4             | Criciúma          | 13            | 9             | 4             | 1             | 4             | 17            | 16            | +1            | 48,1          |               |
| 5             | Figueirense       | 13            | 9             | 3             | 4             | 2             | 14            | 12            | +2            | 48,1          |               |
| 6             | Tubarão           | 11            | 9             | 3             | 2             | 4             | 11            | 10            | +1            | 40,7          |               |
| 7             | Inter de Lages    | 11            | 9             | 3             | 2             | 4             | 11            | 12            | –1            | 40,7          |               |
| 8             | Metropolitano     | 8             | 9             | 2             | 2             | 5             | 10            | 15            | –5            | 29,6          |               |
| 9             | Joinville         | 7             | 9             | 1             | 4             | 4             | 4             | 10            | –6            | 25,9          |               |
| 10            | Almirante Barroso | 6             | 9             | 1             | 3             | 5             | 11            | 19            | –8            | 22,2          |               |

| Resultados        | Resultados | Resultados | Resultados | Resultados | Resultados | Resultados | Resultados | Resultados | Resultados | Resultados |
|                   | CAT        | ABA        | AVA        | BRU        | CHA        | CRI        | FIG        | ILG        | JOI        | MET        |
| ----------------- | ---------- | ---------- | ---------- | ---------- | ---------- | ---------- | ---------- | ---------- | ---------- | ---------- |
| Tubarão           | —          | 4–1        | 0–2        |            | 0–1        | 3–2        |            |            | 2–0        |            |
| Almirante Barroso |            | —          | 0–3        |            |            |            | 4–2        |            | 2–2        | 0–0        |
| Avaí              |            |            | —          | 2–1        | 3–0        |            | 0–0        | 1–1        |            | 2–1        |
| Brusque           | 1–0        | 3–2        |            | —          | 2–1        | 0–4        |            |            | 0–0        |            |
| Chapecoense       |            | 1–1        |            |            | —          | 2–0        | 1–1        | 2–1        |            | 4–0        |
| Criciúma          |            | 2–1        | 0–1        |            |            | —          |            |            | 1–0        | 5–4        |
| Figueirense       | 1–1        |            |            | 1–2        |            | 4–2        | —          | 2–0        |            |            |
| Inter de Lages    | 2–1        |            |            | 0–3        |            |            | 1–0        | —          | 4–1        |            |
| Joinville         |            |            | 0–0        |            | 0–1        |            | 0–0        |            | —          | 1–0        |
| Metropolitano     |            |            |            | 2–0        |            |            | 2–3        | 1–0        |            | —          |

| \| \| \| \| \| Classificado à final \| | Legenda: Vitória do mandante — Vitória do visitante — Empate Em negrito os jogos "clássicos". |
|                                        |                                                                                               |
|                                        | Classificado à final                                                                          |

### Premiação
| Taça Club Atlético Nacional |
| --------------------------- |
| Florianópolis               |
| Avaí Campeão                |

## Segunda fase (returno)
| Classificação | Classificação     | Classificação | Classificação | Classificação | Classificação | Classificação | Classificação | Classificação | Classificação | Classificação | Classificação |
| Pos           | Equipes           | Pts           | J             | V             | E             | D             | GP            | GC            | SG            | %             |               |
| ------------- | ----------------- | ------------- | ------------- | ------------- | ------------- | ------------- | ------------- | ------------- | ------------- | ------------- | ------------- |
| 1             | Chapecoense       | 22            | 9             | 7             | 1             | 1             | 23            | 5             | +18           | 81,4          |               |
| 2             | Criciúma          | 18            | 9             | 5             | 3             | 1             | 15            | 10            | +5            | 66,6          |               |
| 3             | Joinville         | 16            | 9             | 5             | 1             | 3             | 12            | 8             | +4            | 59,2          |               |
| 4             | Avaí              | 13            | 9             | 4             | 1             | 4             | 13            | 13            | 0             | 48,1          |               |
| 5             | Brusque           | 13            | 9             | 4             | 1             | 4             | 18            | 19            | –1            | 48,1          |               |
| 6             | Almirante Barroso | 12            | 9             | 4             | 0             | 5             | 10            | 13            | –3            | 44,4          |               |
| 7             | Metropolitano     | 10            | 9             | 2             | 4             | 3             | 14            | 17            | –3            | 37            |               |
| 8             | Tubarão           | 8             | 9             | 2             | 2             | 5             | 17            | 21            | –4            | 29,6          |               |
| 9             | Inter de Lages    | 8             | 9             | 2             | 2             | 5             | 8             | 16            | –8            | 29,6          |               |
| 10            | Figueirense       | 6             | 9             | 1             | 3             | 5             | 2             | 10            | –8            | 22,2          |               |

| Resultados        | Resultados | Resultados | Resultados | Resultados | Resultados | Resultados | Resultados | Resultados | Resultados | Resultados |
|                   | CAT        | ABA        | AVA        | BRU        | CHA        | CRI        | FIG        | ILG        | JOI        | MET        |
| ----------------- | ---------- | ---------- | ---------- | ---------- | ---------- | ---------- | ---------- | ---------- | ---------- | ---------- |
| Tubarão           | —          |            |            | 3–2        |            |            | 0–0        | 6–0        |            | 2–2        |
| Almirante Barroso | 2–1        | —          |            | 2–1        | 2–3        | 1–3        |            | 2–1        |            |            |
| Avaí              | 3–2        | 0–1        | —          |            |            | 2–3        |            |            | 1–0        |            |
| Brusque           |            |            | 2–3        | —          |            |            | 2–0        | 2–1        |            | 3–2        |
| Chapecoense       | 7–0        |            | 2–0        | 4–1        | —          |            |            |            | 2–0        |            |
| Criciúma          | 1–0        |            |            | 4–4        | 1–0        | —          | 0–0        | 1–0        |            |            |
| Figueirense       |            | 1–0        | 0–0        |            | 0–2        |            | —          |            | 0–2        | 1–3        |
| Inter de Lages    |            |            | 2–0        |            | 0–0        |            | 1–0        | —          |            | 2–2        |
| Joinville         | 4–3        | 2–0        |            | 0–1        |            | 1–0        |            | 3–1        | —          |            |
| Metropolitano     |            | 1–0        | 1–4        |            | 1–3        | 2–2        |            |            | 0–0        | —          |

| \| \| \| \| \| Classificado à final \| | Legenda: Vitória do mandante — Vitória do visitante — Empate Em negrito os jogos "clássicos". |
|                                        |                                                                                               |
|                                        | Classificado à final                                                                          |

### Premiação
| Taça Sandro Luiz Pallaoro |
| ------------------------- |
| Chapecó                   |
| Chapecoense Campeão       |

## Final
Jogo de ida
| 30 de abril | Avaí | 0 – 1  | Chapecoense      | Ressacada, Florianópolis                                            |
| 16:00       |      | Súmula | Luiz Antônio 35' | Público: 15 754 Renda: R$398.077,00 Árbitro: SC Héber Roberto Lopes |

Jogo de volta
| 7 de maio | Chapecoense | 0 – 1  | Avaí              | Arena Condá, Chapecó                                                     |
| 16:00     |             | Súmula | Leandro Silva 27' | Público: 19 341 Renda: R$567.940,00 Árbitro: SC Bráulio da Silva Machado |

## Premiação
| Campeonato Catarinense de 2017  |
| ------------------------------- |
| Chapecó                         |
| Chapecoense Campeão (6º título) |

## Estatísticas

### Artilharia
| \| Gols \| Jogador[8] \| Equipe \| \| ---- \| ------------------- \| ----------------- \| \| 11 \| Wason Rentería \| Tubarão \| \| 11 \| Jonatas Belusso \| Brusque \| \| 8 \| Sabiá \| Metropolitano \| \| 8 \| Denílson \| Avaí \| \| 7 \| Rafael Ratão \| Tubarão \| \| 6 \| Wellington Paulista \| Chapecoense \| \| 6 \| Junior Dutra \| Avaí \| \| 6 \| Alex Maranhão \| Criciúma \| \| 5 \| Schwenck \| Almirante Barroso \| \| 5 \| Túlio de Melo \| Chapecoense \| \| 5 \| Max \| Inter de Lages \| \| 5 \| Enercino \| Inter de Lages \| \| 5 \| Adalgiso Pitbull \| Criciúma \| |                     |                   |
| Gols | Jogador             | Equipe            |
| 11 | Wason Rentería      | Tubarão           |
| 11 | Jonatas Belusso     | Brusque           |
| 8 | Sabiá               | Metropolitano     |
| 8 | Denílson            | Avaí              |
| 7 | Rafael Ratão        | Tubarão           |
| 6 | Wellington Paulista | Chapecoense       |
| 6 | Junior Dutra        | Avaí              |
| 6 | Alex Maranhão       | Criciúma          |
| 5 | Schwenck            | Almirante Barroso |
| 5 | Túlio de Melo       | Chapecoense       |
| 5 | Max                 | Inter de Lages    |
| 5 | Enercino            | Inter de Lages    |
| 5 | Adalgiso Pitbull    | Criciúma          |

### Hat-tricks
| Jogador        | Clube       | Adversário     | Placar | Data        | Ref.   |
| -------------- | ----------- | -------------- | ------ | ----------- | ------ |
| Alex Maranhão  | Criciúma    | Brusque        | 4–4    | 19 de março | [ 9 ]  |
| Andrei Girotto | Chapecoense | Tubarão        | 7–0    | 19 de março | [ 10 ] |
| Wason Rentería | Tubarão     | Inter de Lages | 6–0    | 29 de março | [ 11 ] |

## Maiores públicos
Estes são os dez maiores públicos do Campeonato:
| Nº | Público[PP] | Mandante    | Placar | Visitante         | Estádio           | Data            | Rodada         |
| -- | ----------- | ----------- | ------ | ----------------- | ----------------- | --------------- | -------------- |
| 1  | 19 141      | Chapecoense | 0–1    | Avaí              | Arena Condá       | 7 de maio       | Final (Jogo 2) |
| 2  | 15 754      | Avaí        | 0–1    | Chapecoense       | Ressacada         | 30 de abril     | Final (Jogo 1) |
| 3  | 12 104      | Chapecoense | 2–0    | Joinville         | Arena Condá       | 15 de abril     | 8ª (Returno)   |
| 4  | 10 797      | Avaí        | 0–0    | Figueirense       | Ressacada         | 22 de fevereiro | 7ª (Turno)     |
| 5  | 10 222      | Chapecoense | 2–0    | Avaí              | Arena Condá       | 26 de março     | 4ª (Returno)   |
| 6  | 8 463       | Figueirense | 0–0    | Avaí              | Orlando Scarpelli | 9 de abril      | 7ª (Returno)   |
| 7  | 8 293       | Chapecoense | 2–1    | Inter de Lages    | Arena Condá       | 29 de janeiro   | 1ª (Turno)     |
| 8  | 7 668       | Chapecoense | 1–1    | Figueirense       | Arena Condá       | 19 de fevereiro | 6ª (Turno)     |
| 9  | 7 506       | Avaí        | 3–0    | Chapecoense       | Ressacada         | 8 de fevereiro  | 4ª (Turno)     |
| 10 | 7 451       | Chapecoense | 1–1    | Almirante Barroso | Arena Condá       | 4 de fevereiro  | 3ª (Turno)     |

## Menores públicos
Estes são os dez menores públicos do Campeonato:
| Nº | Público[PP] | Mandante          | Placar | Visitante         | Estádio                            | Data            | Rodada       |
| -- | ----------- | ----------------- | ------ | ----------------- | ---------------------------------- | --------------- | ------------ |
| 1  | 275         | Almirante Barroso | 2–1    | Brusque           | Camilo Mussi                       | 9 de abril      | 7ª (Returno) |
| 2  | 311         | Almirante Barroso | 1–3    | Criciúma          | Camilo Mussi                       | 2 de abril      | 6ª (Returno) |
| 3  | 453         | Almirante Barroso | 2–1    | Inter de Lages    | Camilo Mussi                       | 19 de março     | 2ª (Returno) |
| 4  | 540         | Almirante Barroso | 2–1    | Tubarão           | Camilo Mussi                       | 23 de abril     | 9ª (Returno) |
| 5  | 580         | Metropolitano     | 1–0    | Almirante Barroso | Complexo Esportivo Bernardo Werner | 29 de março     | 5ª (Returno) |
| 6  | 608         | Brusque           | 2–1    | Inter de Lages    | Augusto Bauer                      | 9 de abril      | 7ª (Returno) |
| 7  | 662         | Inter de Lages    | 1–0    | Figueirense       | Vidal Ramos Júnior                 | 22 de março     | 3ª (Returno) |
| 8  | 665         | Tubarão           | 2–0    | Joinville         | Estádio Domingos Silveira Gonzales | 18 de fevereiro | 6ª (Turno)   |
| 9  | 691         | Almirante Barroso | 0–0    | Metropolitano     | Camilo Mussi                       | 12 de fevereiro | 5ª (Turno)   |
| 10 | 728         | Metropolitano     | 2–2    | Criciúma          | Complexo Esportivo Bernardo Werner | 15 de abril     | 8ª (Returno) |

## Média de público
Estas são as médias de público dos clubes no Campeonato. Considera-se apenas os jogos da equipe como mandante:
| Pos. | Time              | Média | Total  | Mandos | Maior  | Menor |
| ---- | ----------------- | ----- | ------ | ------ | ------ | ----- |
| 1    | Chapecoense       | 8 404 | 84 040 | 10     | 19 141 | 2 718 |
| 2    | Avaí              | 6 007 | 60 070 | 10     | 15 754 | 2 670 |
| 3    | Figueirense       | 2 928 | 26 352 | 9      | 8 463  | 1 159 |
| 4    | Joinville         | 2 416 | 21 744 | 9      | 3 986  | 1 102 |
| 5    | Criciúma          | 2 403 | 21 627 | 9      | 3 349  | 1 376 |
| 6    | Tubarão           | 1 667 | 15 003 | 9      | 2 662  | 665   |
| 7    | Brusque           | 1 622 | 14 598 | 9      | 2 811  | 608   |
| 8    | Inter de Lages    | 1 555 | 13 995 | 9      | 2 639  | 662   |
| 9    | Metropolitano     | 1 253 | 11 277 | 9      | 3 056  | 580   |
| 10   | Almirante Barroso | 732   | 6 588  | 9      | 1 342  | 275   |

## Seleção do Campeonato Catarinense
| Pos. | Nome            | Clube          |
| ---- | --------------- | -------------- |
| G    | Kozlinski       | Avaí           |
| LD   | Leandro Silva   | Avaí           |
| Z    | Betão           | Avaí           |
| Z    | Raphael Silva   | Criciúma       |
| LE   | Reinaldo        | Chapecoense    |
| V    | Andrei Girotto  | Chapecoense    |
| V    | Luiz Antônio    | Chapecoense    |
| M    | Alex Maranhão   | Criciúma       |
| M    | Enercino        | Inter de Lages |
| A    | Jonatas Belusso | Brusque        |
| A    | Rossi           | Chapecoense    |
| T    | Vagner Mancini  | Chapecoense    |

| Prêmio               | Nome            | Clube       |
| -------------------- | --------------- | ----------- |
| Craque do Campeonato | Jonatas Belusso | Brusque     |
| Jogador revelação    | Dudu            | Figueirense |